# U-Bahn-Ficker
U-Bahn-Ficker ist ein Musikvideo von Eko Fresh feat. Joko & Klaas, das am 6. Oktober 2014 erschien. Verarbeitet wird in dem Song ein Fall von öffentlichem Geschlechtsverkehr in der Berliner U-Bahn, der sich einen Monat zuvor ereignet hatte.

## Hintergrund

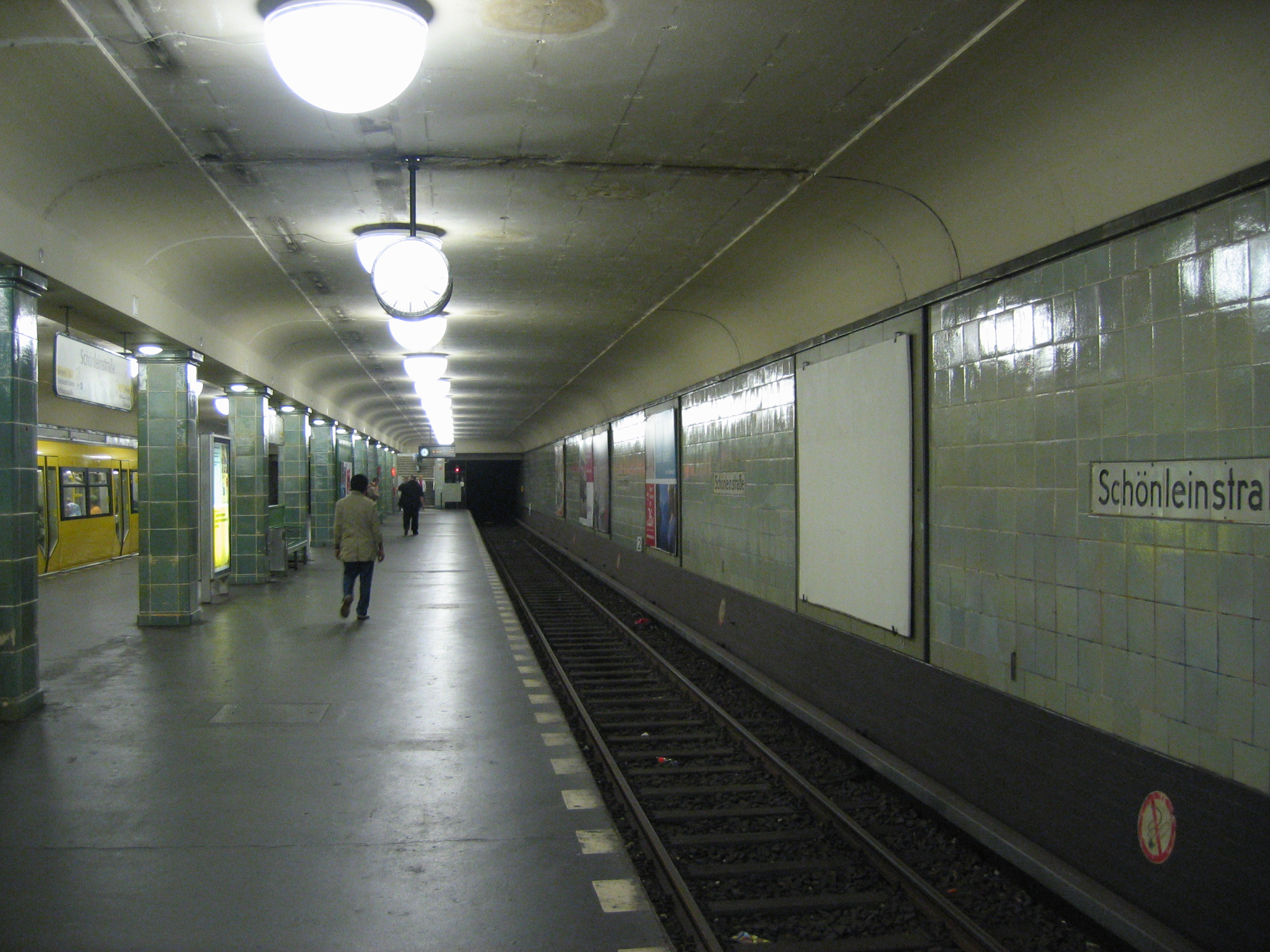
U-Bahnhof Schönleinstraße, Berlin.

Am 9. September 2014 gegen 6:30 Uhr filmte ein Fahrgast an der leeren U-Bahn-Haltestelle am Berliner U-Bahnhof Schönleinstraße zwei Personen beim Geschlechtsverkehr im Stehen. Beide Geschlechtspartner streckten den Fahrgästen der U-Bahn den Stinkefinger entgegen. Die Aufnahme zeigt, wie sich die Zugtür schließt und die U-Bahn weiterfährt, während das Paar kopulierend am U-Bahnhof zurückbleibt. Das neun Sekunden lange Video wurde noch am Tag des Vorfalls auf der Online-Plattform LiveLeak veröffentlicht.
Der Vorfall wurde in den Folgetagen in der internationalen Presse jeweils kurz thematisiert, wobei deutschsprachige Medien auch weitere Details der Hintergrundgeschichte erfassten.
Insbesondere Lokalmedien berichteten später auch darüber, dass der Mann des Pärchens nach dem Vorfall seine Freundin verlor. In der Folge inszenierte das Comedyduo Joko und Klaas eine Medienkampagne über drei Episoden der Fernsehsendung Circus HalliGalli: Erst „fahndete“ Klaas Heufer-Umlauf journalistisch nach dem Mann des Pärchens, zeichnete ihn dann mit dem Negativpreis Goldener Umberto für asoziales Engagement aus und befragte ihn schließlich in einem kurzen Parodie-Interview. Auch das Musikvideo entstand in Zusammenarbeit mit der HalliGalli-Show.

## Inhalt
In dem Musikvideo wird diese Hintergrundgeschichte lokalromantisch ausgeschmückt in Form eines Rapgesangs erzählt, der Mann des Pärchens erhält schlicht die Bezeichnung U-Bahn-Ficker. Im Abspann des Videos ist ein Anrufbeantworter zu sehen und dazu eine eingesprochene Nachricht eingespielt, vorgeblich die des U-Bahn-Fickers, der berichtet, „in eine kleine Bumserei geraten“ zu sein, und seine Freundin um Verzeihung bittet.

## Rezeption
Das Lied erreichte Platz 51 der österreichischen Singlecharts, das offizielle YouTube-Video wurde innerhalb von zwei Wochen nach der Veröffentlichung bereits eine Million Mal angeklickt und generierte in den Folgejahren weitere Millionen Aufrufe.